# 土屋 (さいたま市)
土屋（つちや）は、埼玉県さいたま市西区の大字。荒川堤外地に飛地がある。郵便番号は331-0062。

## 地理
さいたま市西区北東部の新川沿いの沖積平野（荒川低地）に位置する。地区内に古入間川が作り出した自然堤防が西から南にかけて見られる。地区の東側を指扇やプラザ、南側から西側にかけて西遊馬に、北側で宝来に隣接する。北部は指扇駅からも近く、住宅が多い。南部は田畑が目立ち、住宅の密度が低く、のどかな雰囲気が残る。荒川河川敷の飛地にはゴルフ場や耕地整理された水田で占められ、人家はない。新川支流の土屋川が流れており、土屋中学校付近で御手洗川が土屋川に合流している。

### 地価
住宅地の地価は、2015年（平成27年）1月1日の公示地価によれば、土屋字上谷436番地71の地点で11万3000万円/m2となっている。

## 歴史
もとは江戸期より存在した武蔵国足立郡植田谷領に属する土屋村であった。古くは水判土荘に属していたと云われている。村高は正保年間の『武蔵田園簿』では165石余（田8町余、畑6町余）、『元禄郷帳』では181石、『天保郷帳』では188石余であった。助郷は中山道大宮宿に出役していたが、正徳・安永年間は日光御成街道大門宿にも加助郷していた。化政期の戸数は28軒で、村の規模は東西1町余、南北10町余であった。
地区内は古くから洪水の常襲地帯であった。鎌倉期に当地で営んでいた質屋の土蔵が地名の起源と云われている。
- 初めは幕府領。
- 1596年（慶長元年）に関東で発生した100年に一度と云われた大洪水が契機となり、伊奈忠次により乱流していた入間川に堤が地内付近で築かれて締め切られ[注釈 2]、西側の現在の荒川に近い流れに改修された[7]。
- 1633年（寛永10年）より知行は旗本小林氏および旗本森川氏両氏による相給[4]。検地は1633年（寛永10年）に実施。小林氏知行分の検地は1666年（寛文6年）に実施[6]。
- 1645年（正保元年）より旗本森川氏知行の領地は幕府領となる[4]。
- 1828年（文政11年）より大宮宿寄場55か村組合に所属していた[4]。
- 幕末の時点では足立郡に属し、明治初年の『旧高旧領取調帳』の記載によると、幕府領（代官・大竹左馬太郎支配所）、および旗本小林田兵衛の知行であった[注釈 3]。
- 1868年（慶応4年）6月19日 - 幕府領が武蔵知県事・山田政則（忍藩士）の管轄となる。
- 1869年（明治2年） 
  - 1月13日 - 武蔵知県事・宮原忠英の管轄区域に大宮県を設置。県庁は東京府馬喰町に置かれる。
  - 9月29日 - 県庁が浦和に置かれ浦和県に改称。
  - 12月2日 - 旗本領が上知され、浦和県の管轄となる（府藩県三治制も参照）。
- 1871年（明治4年）11月13日 - 第1次府県統合により埼玉県の管轄となる。
- 1879年（明治12年）3月17日 - 郡区町村編制法により成立した北足立郡に属す。郡役所は浦和宿に設置。
- 1889年（明治22年）4月1日 - 町村制施行に伴い、北足立郡西遊馬村・土屋村・二ッ宮村・飯田新田・植田谷本村新田の一部が合併し、馬宮村が発足。馬宮村の大字土屋となる[4]。
- 1955年（昭和30年）1月1日 - 馬宮村が指扇村・植水村・片柳村・七里村・春岡村とともに大宮市へ編入され、大宮市の大字となる。
- 1986年（昭和61年）4月1日 - 地内に大宮市立土屋中学校（現・さいたま市立土屋中学校）が開校する[8]。
- 2001年（平成13年）5月1日 - 浦和市・大宮市・与野市が合併し、さいたま市が発足。同市の大字となる。
- 2003年（平成15年）4月1日 - さいたま市が政令指定都市に移行し、同市西区の大字となる。

### 土屋村に存在していた小字
- 下[9]
- 中
- 瀬戸谷
- 上谷
- 野道上耕地
- 野道下耕地

## 世帯数と人口
2017年（平成29年）9月1日時点の世帯数と人口は以下の通りである。
| 大字 | 世帯数    | 人口    |
| ---- | --------- | ------- |
| 土屋 | 1,470世帯 | 3,226人 |

## 小・中学校の学区
市立小・中学校に通う場合、学区（校区）は以下の通りとなる。
| 番地                                    | 小学校                   | 中学校                 |
| --------------------------------------- | ------------------------ | ---------------------- |
| 1 - 289番地 310 - 329番地 340 - 600番地 | さいたま市立馬宮東小学校 | さいたま市立土屋中学校 |
| 290 - 309番地 330 - 339番地             | さいたま市立栄小学校     | さいたま市立土屋中学校 |
| 601 - 989番地                           | さいたま市立馬宮東小学校 | さいたま市立馬宮中学校 |
| 990 - 最終番地                          | さいたま市立馬宮東小学校 | さいたま市立土屋中学校 |

## 交通
地区に鉄道は敷設されていないが、川越線指扇駅が土屋字上谷436番地71の地点からおよそ700 mの地点にあり、最寄り駅となっている。特に地区の最北端は指扇駅南口が至近距離にある。

### 道路
- 埼玉県道2号さいたま春日部線
- 埼玉県道57号さいたま鴻巣線
- 埼玉県道155号さいたま武蔵丘陵森林公園自転車道線（荒川サイクリングロード[注釈 4]）

### バス
大宮駅西口方面からの路線バスが運行されている。
西武バス（大宮営業所管轄）
地区内は「西遊馬」、「土屋」、「土屋下」、「馬宮コミュニティセンター」停留所が設置されている
さいたま市コミュニティバス
地区の北部をさいたま市民医療センターから川越線指扇駅を経由して同線西大宮駅に至る西区コミュニティバスの路線が通り、「西遊馬」停留所が設置されている。なお「指扇駅」停留所は指扇駅南口ロータリー内にあり、大字土屋には立地しない。

## 施設
- さいたま市立土屋中学校
- 大宮土屋ハイツ自治会館
- 道香院
- 土屋氷川神社
- 稲荷神社
- 誓顕寺
- 永田陣屋跡 - 長屋門、水堀などが残る。県選定重要遺跡
- 土屋公園
- 大宮土屋ハイツ公園